# Sam Spiegel (acteur)
 (mars 2017).
Si vous disposez d'ouvrages ou d'articles de référence ou si vous connaissez des sites web de qualité traitant du thème abordé ici, merci de compléter l'article en donnant les références utiles à sa vérifiabilité et en les liant à la section « Notes et références ».
Pour les articles homonymes, voir Spiegel.
Pour le producteur américain, voir Sam Spiegel.
Sam Spiegel (connu aussi sous le nom de Sam Hervé Spiegel ou Sam H. Spiegel), né à Metz, est un acteur français.
Il a joué dans des films de langue française et anglaise, dans des séries de télévisions françaises ou anglo-saxonnes ainsi que dans de nombreuses pièces de théâtre, principalement en France. Il est également artiste voix-off.
Il vit entre Paris et Londres.

## Biographie
Sam Spiegel, est né Herve Samuel Spiegel, à Metz, Moselle, France dans les années 1960. Il a poursuivi des études artistiques à l'École des Beaux Arts de Metz avant de partir pour Londres pour y étudier l'art dramatique avec Philippe Gaulier (technique Jacques Lecoq). Il a aussi pris des cours de method acting de Lee Strasberg avec Tony Greco (Actors Studio) de New York et de comédie avec Michel Galabru à Paris.

### Carrière
Il a tourné maintes fois pour la BBC et interprété des rôles variés (gangsters, policiers, voyous, scientifiques, ambassadeurs) dans des séries anglaises comme Roger Roger II, Schubert (dans le rôle de Schubert), et le spéléologue Henri dans Bonekickers. Spiegel a également tourné pour Channel 4 dans The Queen's sister et pour ITV dans Wing and a prayer et Hale & Pace.
En France, il interpréte le Colonel Rémy, héros de la résistance, dans Le Grand Charles et le gangster Angel dans Le Furet de Jean-Pierre Mocky au cinéma ainsi que différents personnages dans de nombreuses pièces, classiques ou modernes.

## Filmographie

### Cinéma
- 2003 : Le Furet : Angel
- 2005 : Wassup Rockers : Party Invité #2
- 2013 : The Betrayal of Paul Cezanne
- 2014 : Emulsion : Professor Pierre Vallade
- 2015 : Fermata
- 2015 : The Honourable Rebel : French Border Guard
- 2017 : The Time of Their Lives (en) : Hôtel Manager

### Télévision

#### Séries télévisées
- 1998 : Hale and Pace
- 1999 : Wing and a Prayer : Paul, pim
- 2001 : Joséphine, ange gardien : Simon - Entrepreneur
- 2001 : Largo Winch : Head Technician
- 2002 : Ça va se savoir : Jean Francois - Entrepreneur (2002) (en tant que Sam Herve Spiegel)
- 2006 : Le Grand Charles : Le colonel Remy
- 2008 : Bonekickers : Henri
- 2009 : Pigalle, la nuit : Banker
- 2016 : 50 Ways to Kill Your Lover : Marcel Dupré
- 2017 : The Crown : Christian Pineau

#### Téléfilms
- 1996 : Roger Roger : Monsieur Pierre
- 1998 : Secret D-Day : Juan Pujol Garcia
- 2005 : The Queen's Sister : Margaret's psychiatrist (non crédité)

## Théâtre
- 2001 : La peur des coups, de Courteline, dans le rôle de Lui (le mari)
- 2001 : Lethal Romance, dans le rôle du gouverneur républicain Robert T.Tool
- 2001 : Les trentièmes rugissants, dans le rôle de Seul, le père
- 2001 : Le Secret de Schouane, 5 rôles : Ali, le potier, le tisserand, l'épicier, le Roi.
- 2002 : Mary Stuart, de Friedrich Schiller, mise en scène Patrick Antoine, dans le rôle de Lord Guillaume Davison
- 2004 : Voyageurs sans voyage, dans le rôle de Lucas, alias Pépé Milano, mise en scène Annie Corbières
- 2008 : La nuit du 16 janvier, de Ayn Rand, dans le rôle du sergent Elmer Sweeney
- 2013 : Country cooking from Central France (Cuisine française du centre de la France) Londres, Moving Theatre, Comédie culinaire mise en scène par Jonathan Banatvala. Rôle : Le chef Harry Matthews

## Jeux vidéo
- Voix du super-vilain Arnim Zola dans la version française du jeu vidéo Captain America (Marvel Comics)
- Voix du super-vilain Le Fantôme (Ghost) dans la version française du jeu vidéo Iron Man 2 (Marvel Comics)
- Voix du Boss (Le Patron) dans la version française du jeu vidéo Driver 2
- Voix du Commandant Klaus Zimmermann dans la version française du jeu vidéo Dark Omen (Warhammer)